# Yoshimasu-Formel
Als Yoshimasu-Formel bezeichnet wird ein individuelles, auf überlieferten Diagnose- und Behandlungsvorschriften des einflussreichen japanischen Kampo-Mediziners Yoshimasu Tōdō (1702–1773) basierendes Ernährungsprogramm zur Gewichtsreduzierung.

## Methode
Yoshimasu interpretierte die aus der chinesischen Medizin abgeleiteten Verordnungen der Kampo-Medizin vollständig neu und etablierte die Palpation des Abdomens (Abtasten der Bauchdecke) als Diagnosemethode der Kampo-Medizin erstmals. Er vermutete, dass falsche Ernährung Störungen des biologischen Systems verursachen mit der Folge von Gewichtszunahme, die bei unterlassener Intervention in chronischer Adipositas münden kann.
Im Einklang mit der damals allgemein anerkannten medizinischen Lehrmeinung, dass Krankheiten als Folge eines gestörten Energiekreislaufs entstehen, sah er von außen zugeführtes „Doku“ (Gift) als Auslöser eines „systemischen Ungleichgewichts“ an, das mit Medizin als Gegengift wieder auszugleichen sei – Übergewicht als Folge einer externen „Vergiftung“ durch Nahrung bzw. durch bestimmte Kombinationen von Nahrungsmitteln und Gewürzen.
Wie bei anderen Behandlungen der Traditionellen Chinesischen Medizin und der japanischen Kampo-Medizin erfordern die im Einzelfall unterschiedlichen Krankheitsauslöser eine jeweils auf den Patienten angepasste, individuelle Therapie. Die verschriebenen Formeln variieren demnach abhängig von dem aufgesuchten Therapeuten, dem als Leitfaden für Diagnose und Behandlung unter anderem Yoshimasu’s Werke „Ruiju ho“ (Sammlung von Verschreibungen) sowie „Yakucho“  (Pharmakologie der Kräuter) zur Verfügung stehen. Jeder Patient durchläuft demnach eine individuell ermittelte „Reinigungsphase“, in der der Organismus mit Hilfe von „Gegendoku“ (= spezielle Ernährungsvorschriften) wieder ins „Gleichgewicht“  gebracht wird.

## Belege
Einzelne Teilaspekte sind belegt, so hat ein Forscherteam der Washington University School of Medicine nachgewiesen, dass die durch Nahrung modulierte Zusammensetzung der Darmbakterien an der Entstehung von Übergewicht beteiligt ist. Ein Nutzennachweis der Methode liegt jedoch nicht vor.

## Kassenfähigkeit in Japan
In Asien bzw. in Japan ist ein Großteil der Kampo-Produkte kassenfähig.